# Haubenskunk
Der Haubenskunk (Mephitis macroura) ist eine Art der Gattung der Streifenskunks aus der Familie der als „Stinktiere“ bekannten Skunks (Mephitidae). Er ist im Süden Nordamerikas und in Mittelamerika verbreitet.

## Merkmale
Der Haubenskunk ist etwa katzengroß, wobei jedoch große regionale Unterschiede vorhanden sind und zudem die Weibchen etwa 15 % kleiner sind als die Männchen bleiben. So sind Männchen von Costa Rica etwa 50 % kleiner als Männchen aus den südlichen USA. Diese Männchen erreichen eine Gesamtlänge von maximal 56 bis 79 Zentimetern und eine Schwanzlänge von 27,5 bis 43,5 Zentimetern. Das Gewicht liegt bei maximal etwa 2,1 Kilogramm.
Der Haubenskunk ist schwarz gefärbt mit einer auffälligen Rückenzeichnung, die verschieden ausfallen kann. So kann der gesamte Rücken und Kopf mit einem breiten weißen Streifen bedeckt sein oder es handelt sich um zwei schmalere, parallele Rückenstreifen, die in der Regel am Kopf nicht zusammenlaufen; auch fast gänzlich schwarze Tiere mit nur wenigen weißen Haaren im Schwanz sind bekannt. Auf der Nase bis zur Stirn trägt der Haubenskunk einen weiteren weißen Streifen, der auch bei der schwarzen Form ausgebildet ist. Der Kopf ist dreieckig mit kleinen, runden Ohren und schwarzen Augen ohne Lider. Der Schwanz ist lang und buschig.

## Verbreitung

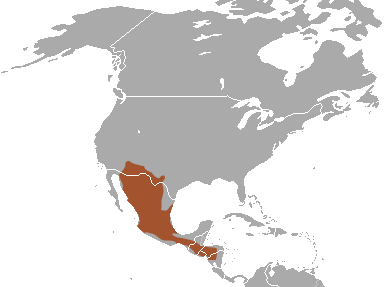
Verbreitungsgebiet des Haubenskunks

Das Verbreitungsgebiet des Haubenskunks erstreckt sich von den südlichen Vereinigten Staaten über Mexiko bis weit nach Mittelamerika und umfasst dort Teile von Guatemala, Honduras, Nicaragua und das nordwestliche Costa Rica.

## Systematik
Der Haubenskunk wird als eigenständige Art innerhalb der Gattung der Streifenskunks (Mephitis) eingeordnet, die aus zwei Arten besteht. Die wissenschaftliche Erstbeschreibung stammt von Martin Lichtenstein aus dem Jahr 1832 anhand eines Individuums aus den Bergregionen nordwestlich von Mexiko-Stadt. Innerhalb der Art werden mit der Nominatform Mephitis macroura macroura, Mephitis macroura eximius, Mephitis macroura milleri und Mephitis macroura richardsoni vier Unterarten unterschieden.
Als weitere Art innerhalb der Streifenskunks und damit als Schwesterart des Haubenskunks wurde der Streifenskunk (Mephitis mephitis) beschrieben. Die Streifenskunks stellen in ihrer Gesamtheit die Schwestergruppe der ebenfalls in Nord- und Mittelamerika verbreiteten Fleckenskunks (Spilogale) dar, wobei sich die Vorfahren dieser beiden Gattungen vor etwa 12 Millionen Jahren getrennt haben. Die mehr auf Südamerika konzentrierten Weißrüsselskunks (Conepatus) werden diesen gegenübergestellt. Innerhalb der Streifenskunks erfolgte die Radiation zu den heute bekannten Arten vor etwa 3 bis 3,5 Millionen Jahren.

## Gefährdung und Schutz
Der Haubenskunk wird von der International Union for Conservation of Nature and Natural Resources (IUCN) aufgrund des großen Verbreitungsgebietes und des relativ häufigen Vorkommens sowie der Anpassungsfähigkeit an verschiedene Lebensräume einschließlich anthropogen veränderter Habitate als nicht gefährdet („least concern“) eingestuft. Es wird angenommen, dass die Bestände in einigen Regionen zunehmen.
Eine Gefährdung für den Haubenskunk ist nicht vorhanden. In Mexiko ist die Art sehr häufig und lebt auch in und in der Nähe von menschlichen Siedlungen und landwirtschaftlich genutzten Gebieten. Regional werden sie aufgrund des Fleisches und der Felle bejagt.

## Belege
1. ↑  
Yeen Ten Hwang, Serge Larivière: Mephitis macroura. In: Mammalian Species. Band 686, 2001, S. 1–7, doi:10.2307/0.686.1.
2. 1 2 3 4  
Mephitis macroura in der Roten Liste gefährdeter Arten der IUCN 2008. Eingestellt von: A.D. Cuarón, F. Reid, K. Helgen, 2008. Abgerufen am 28. Dezember 2011.
3. 1 2 3  
Katrin Nyakatura, Olaf RP Bininda-Emonds: Updating the evolutionary history of Carnivora (Mammalia): a new species-level supertree complete with divergence time estimates. BMC Biology 10, 2012. doi:10.1186/1741-7007-10-12
4. 1 2 3  
Don E. Wilson & DeeAnn M. Reeder (Hrsg.):  Mephitis macroura (Memento des Originals vom 17. Januar 2017 im Internet Archive)  Info: Der Archivlink wurde automatisch eingesetzt und noch nicht geprüft. Bitte prüfe Original- und Archivlink gemäß Anleitung und entferne dann diesen Hinweis. in Mammal Species of the World. A Taxonomic and Geographic Reference (3rd ed).